# ISO 3166-2:QA
ISO 3166-2:QA is een ISO-standaard met betrekking tot de zogenaamde geocodes. Het is een subset van de ISO 3166-2 tabel, die specifiek betrekking heeft op Qatar.
De gegevens werden tot op 23 november 2017 geüpdatet op het ISO Online Browsing Platform (OBP). Hier worden 8 gemeenten - municipality (en) / municipalité (fr) / baladīyah (ar) – gedefinieerd.
Volgens de eerste set, ISO 3166-1, staat QA voor Qatar, het tweede gedeelte is een tweeletterige code.

## Codes
| Code  | Naam                      |
| ----- | ------------------------- |
| QA-DA | Ad Dawḩah                 |
| QA-KH | Al Khawr wa adh Dhakhīrah |
| QA-WA | Al Wakrah                 |
| QA-RA | Ar Rayyān                 |
| QA-MS | Ash Shamāl                |
| QA-SH | Ash Shīḩānīyah            |
| QA-ZA | Az̧ Z̧a‘āyin                |
| QA-US | Umm Şalāl                 |